# Тадг мак Конхобайр
Тадг мак Конхобайр (давньоірл. Tadg mac Conchobair; помер в 900) — король Коннахту у 888—900 роках з роду Уї Бріуйн.

## Біографія
Тадг був одним з синів правителя Коннахта Конхобара мак Тайдга Мора, який помер в 882 році. За свідченням трактату XII століття «Про відомих жінок» («Banshenchas»), його матір'ю була Айлбе, дочка верховного короля Ірландії Маела Сехнайлла мак Маел Руанайда. Це ж джерело згадує Айлбе як дружину короля Осрайге Кербалла мак Дунлайнге і мати Діармайта мак Кербайлла.
Родинні володіння Тадга лежали на рівнині Маг Ай, навколо давньо-ірландського комплексу Круахан.
Тадг мак Конхобайр успадкував престол Коннахту у 888 році, після загибелі в битві з вікінгами його старшого брата Аеда. За його правління коннахтські землі продовжували зазнавати нападів норманів. За свідченням ірландських літописів, в 891 році люди з північно-коннахтського септу Уї Амалгада (частина клану Уї Фіахрах) знищили загін вікінгів і вбили його ватажка Елойра, сина Баріда.
За Тадга мак Конхобайра коннахтці конфліктували з верховним королем Ірландії Фланном Сінною. У 897 році верховний король вторгся в Коннахт і захопив заручників, щоб змусити коннахтців визнати свою владу. Однак в 899 році коннахтське військо зробило набіг на землі сучасного графства Західний Міт, але було розбите біля Ат Луайна. У «Книзі чотирьох майстрів» цей набіг зв'язується з відновленням королем Тадгом практики скликання в королівстві народних зборів.
Тадг мак Конхобайр помер в 900 році після тривалої хвороби. Новим правителем Коннахта став його брат Катал мак Конхобайр. Син Тадга — Катал мак Тайдг, згодом також успадкував коннахтський трон.